# Final Destination (album)
Final Destination è il primo album in studio del gruppo musicale giapponese Coldrain, pubblicato in Giappone il 28 ottobre 2009 da VAP.
L'album contiene anche i due singoli precedentemente pubblicati dal gruppo, Fiction e 8AM, registrati in una nuova versione. Del brano Final Destination è stato inoltre pubblicato un video ufficiale in promozione dell'album.
Il 10 febbraio 2024 viene pubblicata una nuova registrazione in studio dell'intero album insieme al nuovo singolo Vengeance.

## Tracce
Testi di Masato; musiche di Masato e Y.K.C, eccetto dove indicato.
1. Final Destination – 3:23
2. Counterfeits & Lies – 3:33 (Masato, Sugi, Y.K.C)
3. Someday – 3:59
4. Fiction – 3:29
5. Just Tonight – 3:20
6. 24-7 – 3:03 (Masato, Sugi)
7. Doors – 3:25
8. Déjà vu – 4:17 (Masato, Sugi)
9. Survive – 3:32 (Masato, Sugi)
10. My Addiction – 4:19
11. Painting – 3:33
12. 8AM – 3:27

## Formazione
- Masato – voce
- Y.K.C – chitarra solista
- Sugi – chitarra ritmica, voce secondaria
- RxYxO – basso, voce secondaria
- Katsuma – batteria, percussioni

## Classifiche
| Classifica (2009) | Posizione massima |
| ----------------- | ----------------- |
| Giappone          | 88                |